# The Host
The Host (Nómada (título em Portugal) ou A Hospedeira (título no Brasil)) é um livro de romance/ficção científica de Stephenie Meyer. O livro introduz uma raça alienígena, chamados de almas, que dominam a terra e seus habitantes, destacando o caso em que a mente de sua hospedeira humana se recusa a cooperar com o domínio da alma. The Host foi publicado em 6 de maio de 2008 nos Estados Unidos, com uma tiragem inicial de 750 mil cópias. Meyer publicou o prólogo e o quarto capítulo do livro em sua página oficial.
Em Portugal, foi publicado em 10 de março de 2009 pela editora Gailivro, com um total de 840 páginas. No Brasil, o lançamento ocorreu em 16 de outubro do mesmo ano, pela editora Intrínseca, contendo 560 páginas. Pouco mais de uma semana depois, havia vendido 60 mil cópias no país.

## Precedentes
A ideia de The Host surgiu em uma viagem de Phoenix para Salt Lake City. Segundo Meyer, ela sentia-se entediada e começou a inventar histórias para se distrair, e já havia delineado metade da história antes de perceber o que havia criado. Ela notou que a história havia chamado sua atenção, e que ela "poderia dizer que havia algo de compelido na ideia de um tipo tão complicado de triângulo". Originalmente planejado para ser apenas um projeto alternativo, The Host eventualmente tornou-se uma prioridade. Ian O'Shea seria inicialmente um personagem pequeno. A autora afirmou que não tinha qualquer intenção de criar um romance entre ele e Peregrina, mas Ian "se recusou a ser ignorado".
O título The Host foi escolhido pela perspectiva de que a personagem principal, Peregrina, passou por diversas mudanças na forma como via o universo por causa de sua "hospedeira", Melanie. Meyer declarou que a imagem corporal é um subtexto da história, já que é "muito crítica" com seu corpo, mas não com os outros. Em The Host, ela tentou mostrar "que presente é ter um corpo".

## Sinopse
O planeta Terra é invadido por uma raça alienígena inimiga. Os humanos são transformados em hospedeiros dos invasores, passam a não ter mais sua própria consciência, enquanto o corpo permanece igual e a vida prossegue sem qualquer mudança aparente. A maior parte da humanidade não consegue resistir ao ataque e acabam virando hospedeiros.
Quando Melanie, um dos poucos humanos que ainda não haviam sido capturados, é encontrada, ela tem a certeza de que sua vida chegou ao fim. Peregrina, a alma invasora a quem o corpo de Melanie é entregue, havia sido avisada sobre o desafio de viver no interior de um humano: emoções avassaladoras, excesso de sentidos, diversas recordações presentes. Mas existe uma dificuldade com que Peregrina não contava: a dona anterior do corpo, Melanie, combate a posse de sua mente.
Peregrina olha os pensamentos de Melanie na esperança de descobrir o paradeiro da resistência humana. Melanie, para enganar Peregrina, inunda sua mente com visões do homem por quem está apaixonada - Jared, um sobrevivente humano que vive na clandestinidade. Incapaz de se libertar dos desejos do seu corpo, Peregrina começa a sentir-se atraída pelo homem que tem por missão denunciar. No momento em que uma inimiga em comum, a Buscadora, transforma Peregrina e Melanie em aliadas involuntárias, as duas lançam-se numa busca perigosa e desconhecida do homem que amam.
Peregrina passa a viver com um grupo de humanos resistentes, encontrando dificuldades para ser aceita e um grande risco de ser assassinada. Porém, algumas das pessoas do local passam a se aproximar dela, incluindo o irmão mais novo de Melanie, Jamie, e um dos residentes locais, Ian O'Shea.

## Personagens principais
- Wanderer/Wanda (Peregrina "Peg") - É a alma invasora que habita o corpo de Melanie Stryder. Ela recebe esse nome devido ao número de planetas em que viveu, sem nunca ter se assentado ou realmente gostado de algum. Depois ela foi apelidada de "Peg" pelo tio de Melanie, Jeb. Como todas as almas, ela tem um inclinação natural para ser boa e detesta violência. Ela se sente culpada por ter prejudicado Melanie e as pessoas próximas dela, e durante todo o livro está sempre colocando o bem-estar dos outros acima do seu. Ela sente uma afeição imediata por Jared, namorado de Melanie, e por Jamie, irmão mais novo dela, devido às memórias que o corpo de sua hospedeira guardava deles, eventualmente construindo sua própria relação com eles. Ela também passa a amar Melanie como a uma irmã. Com o tempo se apaixona por Ian, algo que acontece separadamente do corpo de Melanie. Depois que troca de corpo para se fixar definitivamente na Terra, ela passa a ter ainda mais sentimentos por ele.
- Melanie "Mel" Stryder - Melanie é uma humana de 17 anos de idade que conseguiu passar anos escapando de ser capturada pelas almas, vivendo escondida com seu irmão mais novo e, depois, também com seu namorado Jared. Eventualmente ela é capturada e tem seu corpo habitado por Peregrina. Ela se recusa a "desaparecer" e inicialmente tenta esconder sua memórias de Peregrina, para que as almas não saibam da existência das pessoas que ama. Depois que passa a ter confiança na alma, ela mostra-lhe tudo e pede que a leve de volta para eles. Tem personalidade forte e é determinada a conseguir o que quer. A exceção é quando Peregrina se oferece para o sacrifício a fim de libertar Melanie. Ela gosta de se sentir fisicamente forte e de correr, podendo ser considerada volátil quando comparada com Peregrina.
- Jared Howe  – Jared é o namorado de Melanie. Ele passou muito tempo se encondendo sozinho das almas antes de encontrá-la. Depois que ela é capturada, ele passa a viver com um grupo de humanos que é liderado pelo tio de Melanie e cuida de seu irmão, Jamie. Inicialmente ele trata Peg cruelmente, mas passa a desenvolver uma relação amigável com ela. Peg o retrata como muito diferente de quando ele vivia com Melanie, como um homem sorridente que dificilmente tirava o sorriso do rosto, para um homem amargurado e bruto.
- Ian O'Shea  – Um dos humanos da resistência, inicialmente tenta matar Peg ao lado de seu irmão Kyle, mas acaba tornando-se um dos primeiros personagens a lhe aceitar e apoiar. Peg o descreve como sendo muito bonito e forte, aparentando destreza, mas depois se mostra como uma pessoa amável. Ele se apaixona por ela e demonstra ser bastante devotado, sem nenhum problema com o fato de ela ser de outra espécie.
- Jamie Stryder - Jamie é o irmão mais novo de Melanie, que tinha 14 anos quando encontrou Peregrina pela primeira vez. Ele desenvolve um bom relacionamente com Peg, primeiramente por estar no corpo da sua irmã, e depois por gostar dela própria, gostando se ouvir suas histórias das vidas em outros planetas.
- Tio Jeb - Jebediah "Jeb" é o tio excêntrico de Melanie, líder principal da resistência. Ele foi um dos primeiros humanos a desconfirar da invasão alienígina e aperfeiçoou uma área de cavernas no meio do deserto, que serve de esconderijo para os humanos. Ele também foi o primeiro a perceber que Melanie ainda estava consciente em seu corpo.
- Kyle O'Shea  – Irmão de Ian, que passa grande parte do tempo tentando matar Peg, por causa de seu ódio pelas almas, principalmente por terem capturado a sua namorada, Jodi. Ele é descrito como muito descuidado e brutal.
- A Buscadora – Uma das almas invasoras, responsável pelo início do relacionamento fraternal entre Peg e Mel, devido ao medo e raiva que as duas desenvolvem por ela, que é descrita como muito irritante para ser uma alma. Seu nome não é revelado durante o livro, mas depois descobre-se que o nome da humana cujo corpo habitava era Lacey.
- Sunny  – É a alma que ocupa o corpo de Jodi. As lembranças que sua hospedeira guardava de Kyle a fizeram gostar do mesmo, um caso semelhante ao de Peregrina/Melanie e Jared Howe. Acaba permanecendo no mesmo corpo, já que, aparentemente, Jodi havia sido suprimimida por Sunny.
- Sharon - É a prima de Melanie, motivo pela qual foi até Chicago, onde é capturada. Sharon mostra-se extremamente fria com Peregrina durante todo o livro. Ela e sua mãe, tia Maggie, são as únicas que nunca aceitam Peregrina como os outros. Sharon também é como uma professora para os mais jovens da caverna. Ela namora Doc, mas durante o livro, eles entram em muitos desacordos, pois ele se torna um dos amigos mais próximos de Peregrina.
- Doc - Seu nome verdadeiro é Eustace. É o médico das cavernas. No começo, Peg sente muito medo dele, pensando que ele é um torturador. Ele fazia o trabalho de tentar tirar as almas de seus hospedeiros, mas sempre fracassava. Com o passar do tempo, ele se revela um homem sensível e honesto.

## Recepção
The Host foi nomeado um dos "Best Books of May" (Melhores Livros de Maio) em 2009, pela Amazon.com. Também ficou em primeiro lugar na lista de best-sellers do New York Times, onde permaneceu por 26 semanas. Além disso, passou cerca de 36 semanas na lista de beste-sellers do Los Angeles Times.
No The Guardian, Keith Brooke escreveu que "quando é bom, o romance funciona bem, e vai agradar aos fãs da grande bestselling série Twilight, da autora".

## Adaptação cinematográfica
Em 2009, os produtores Nick Wechsler, Steve e Paula Mae Schwartz compraram os direitos para produzir uma adaptação cinematográfica de The Host, com seu próprio dinheiro. O filme teve seu roteiro escrito por Andrew Niccol, que também será diretor do longa-metragem. Em maio de 2011, a primeira atriz do filme foi confirmada na produção: Saoirse Ronan, que interpretará Melanie Stryder. Também foi confirmado que o ator Jake Abel interpretará Ian O'Shea, e Max Irons interpretará Jared Howe. O filme foi lançado dia 29 de março de 2013.

## Possíveis sequências
Em 2009, Stephenie Meyer afirmou que poderia escrever duas continuações para The Host, a primeira chamada The Seeker e a segunda  The Soul. Porém, ela adicionou que poderia ser algo "completamente diferente".
No final de março de 2011, ela revelou que havia escrito um esboço para a primeira sequência, e tinha seus dois primeiros capítulos prontos, mas que estava trabalhando em outro livro no momento, apesar de planejar retomar o projeto. Em fevereiro de 2013, na turnê de autógrafos do livro, a autora revelou já estar trabalhando em The Seeker